# Баркисимето
Баркисимето (, (Вају језик−Watkisimeeta) (шп. Barquisimeto), је град у Венецуели, главни град Ларе и центар општине Ирибарен. Важан је урбани, индустријски, комерцијални и транспортни центар земље, признат као четврти највећи град по броју становника и површини у Венецуели после Каракаса, Маракаибоа и Валенсије.
Баркисимето лежи на надморској висини од 566 метара, у широкој долини реке Турбио. Град има топлу климу (просечна температура је 24 °C), али је освежен сувим ветровима.
У самом центру града налази се небодер висок 70 метара, изграђен 1952. године, у знак сећања на 400. годишњицу града. У граду постоји Универзитет Лисандро Алварадо, који је универзитетски статус стекао 1968. За Баркисимето се често каже да је музичка престоница Венецуеле, јер је то родни град музичара као што су тенор Акилес Мачадо и диригент Густаво Дудамел.

## Историја града
Баркисимето је један од најстаријих градова у Венецуели, који је 1552. основао тадашњи привремени шпански гувернер Хуан де Виљегас, а назвао га Нуева Сеговија, по свом родном граду у Шпанији. Убрзо након оснивања града, злато је откривено у близини налазишта Сан Фелипе и Лос Текуес. Овим рудницима су прво радили црни робови, који су се побунили, а њихову побуну угушио је капетан Дијего де Лосада, нешто пре 1569. године, када су запретили Нуева Сеговији. У исто време, побунили су се локални Индијанци Јирајара, који су успевали да се одупру шпанцима до 1628. године. 
Град је напао и заузео конквистадор Лопе Агире 1561. године, али није успео да га задржи јер су Агирови људи прихватили краљевско помиловање и напустили га, па су он и његова ћерка завршили трагично. Град је скоро уништен у земљотресу који га је погодио 1812. године, уништен је током рата за независност, а касније и у грађанским ратовима током 19. века.

## Привреда и транспорт
Због свог стратешког положаја између централних и западних делова Венецуеле, Баркисимето је ускоро прерастао у један од највећих венецуеланских градова, као транспортно и трговачко средиште. Дуго је био и центар пољопривредног и сточарског региона, где се на великим површинама узгајају какао, шећерна трска, кафа и говеда. Шездесетих година прошлог века израстао је индустријски центар који се бавио производњом ужади, хране и цемента.

## Клима
У граду доминира топла полусушна клима. Баркисимето бележи 550 mm (22 in) кише годишње, а његова просечна температура се креће 25 °C (77 °F). Међутим, у вишим регијама у близини Анда, температуре су ниже, а киша сталнија. На пример, у граду Санаре, годишња просечна количина падавина је 835 mm (32,9 in).
| Показатељ \ Месец                                                  | .Јан.       | .Феб.       | .Мар.       | .Апр.       | .Мај.       | .Јун.       | .Јул.       | .Авг.       | .Сеп.       | .Окт.       | .Нов.       | .Дец.       | .Год.       |
| ------------------------------------------------------------------ | ----------- | ----------- | ----------- | ----------- | ----------- | ----------- | ----------- | ----------- | ----------- | ----------- | ----------- | ----------- | ----------- |
| Апсолутни максимум, °C (°F)                                        | 33,9 (93)   | 35,4 (95,7) | 37,5 (99,5) | 35,6 (96,1) | 35,6 (96,1) | 34,0 (93,2) | 32,8 (91)   | 33,8 (92,8) | 34,0 (93,2) | 34,1 (93,4) | 33,6 (92,5) | 32,8 (91)   | 37,5 (99,5) |
| Максимум, °C (°F)                                                  | 29,5 (85,1) | 30,3 (86,5) | 31,1 (88)   | 30,4 (86,7) | 29,6 (85,3) | 28,9 (84)   | 28,8 (83,8) | 29,7 (85,5) | 30,2 (86,4) | 30,2 (86,4) | 29,8 (85,6) | 29,1 (84,4) | 29,8 (85,6) |
| Просек, °C (°F)                                                    | 24,1 (75,4) | 24,7 (76,5) | 25,4 (77,7) | 25,5 (77,9) | 25,1 (77,2) | 24,6 (76,3) | 24,3 (75,7) | 24,8 (76,6) | 25,2 (77,4) | 25,2 (77,4) | 24,9 (76,8) | 24,1 (75,4) | 24,8 (76,6) |
| Минимум, °C (°F)                                                   | 18,6 (65,5) | 19,0 (66,2) | 19,6 (67,3) | 20,6 (69,1) | 20,6 (69,1) | 20,2 (68,4) | 19,8 (67,6) | 19,9 (67,8) | 20,1 (68,2) | 20,2 (68,4) | 20,0 (68)   | 19,1 (66,4) | 19,8 (67,6) |
| Апсолутни минимум, °C (°F)                                         | 13,4 (56,1) | 13,2 (55,8) | 12,6 (54,7) | 15,2 (59,4) | 16,5 (61,7) | 16,1 (61)   | 16,4 (61,5) | 15,4 (59,7) | 15,4 (59,7) | 15,1 (59,2) | 15,0 (59)   | 13,8 (56,8) | 12,6 (54,7) |
| Количина кише, mm (in)                                             | 9 (0,35)    | 8 (0,31)    | 14 (0,55)   | 65 (2,56)   | 75 (2,95)   | 78 (3,07)   | 77 (3,03)   | 53 (2,09)   | 39 (1,54)   | 49 (1,93)   | 48 (1,89)   | 25 (0,98)   | 540 (21,26) |
| Дани са кишом (≥ 1.0 mm)                                           | 1,5         | 1,2         | 1,7         | 5,5         | 7,9         | 12,0        | 10,6        | 8,1         | 5,8         | 6,1         | 6,4         | 4,0         | 70,8        |
| Релативна влажност, %                                              | 68,5        | 66,5        | 65,5        | 70,0        | 74,0        | 75,0        | 74,5        | 73,0        | 72,5        | 73,0        | 73,0        | 72,0        | 71,5        |
| Сунчани сати — месечни просек                                      | 260,4       | 235,2       | 241,8       | 183,0       | 192,2       | 201,0       | 232,5       | 241,8       | 228,0       | 226,3       | 222,0       | 248,0       | 2.712,2     |
| Извор #1: Instituto Nacional de Meteorología e Hidrología (INAMEH) |             |             |             |             |             |             |             |             |             |             |             |             |             |
| Извор #2: NOAA (екстрими, падавине, и сунце)                       |             |             |             |             |             |             |             |             |             |             |             |             |             |